# Andersonoplatus merga
Andersonoplatus merga es una especie de escarabajo del género Andersonoplatus, familia Chrysomelidae. Fue descrita científicamente por Linzmeier & Konstantinov en 2018.
Habita en Venezuela.

## Descripción
La longitud del cuerpo es de 3,51 a 3,67 mm y ancho 1,78 a 1,89 mm, brillante con poco pelaje. A. merga es de color marrón oscuro.